# Achtrup
Achtrup (dánsky Agtrup, frísky Åktoorp) je německá obec v Severním Frísku, Šlesvicko-Holštýnsko.

## Geografie
Obec leží v rovinaté krajině, přímořské oblasti, několik kilometrů od dánských hranic. Obec Niebüll je vzdálena 18 kilometrů.

## Historie
První písemná zmínka pocází z roku 1398. Dokument, kde je obec zmiňována jako Aktorp, je dnes uložena ve Flensburgu.

## Ekonomika
Většina území obce je využívána k zemědělským účelům.